# 霓股箭毒蛙
霓股箭毒蛙（Allobates femoralis）是一種箭毒蛙。牠們分佈在玻利維亞、巴西、哥倫比亞、厄瓜多爾、法屬圭亞那、圭亞那、秘魯及蘇利南。牠們棲息在亞熱帶或熱帶低地的潮濕森林、淡水沼澤及嚴重破壞的森林。